# سیاوش‌کلا (نکا)
سیاوش‌کلا، روستایی است از توابع بخش مرکزی شهرستان نکا در استان مازندران ایران.

## جمعیت
این روستا در دهستان قره‌طغان قرار دارد و براساس سرشماری مرکز آمار ایران در سال ۱۳۸۵، جمعیت آن ۷۵۶ نفر (۱۹۸خانوار) بوده‌است. مردم سیاوش کلا از قومیت طبری هستند. مردم سیاوش کلا به زبان طبری (مازندرانی) سخن میگویند.